# San Andrés Ixtlahuaca
San Andrés Ixtlahuaca là một đô thị thuộc bang Oaxaca, México. Năm 2005, dân số của đô thị này là 1343 người.